# Абизов Василь Петрович
Василь Петрович Абизов (нар. 7 березня 1907, село Пустотіно Рязького повіту Рязанської губернії, тепер Кораблінського району Рязанської області, Російська Федерація — 29 грудня 1979, місто Москва) — радянський діяч, завідувач відділу будівництва ЦК КПРС. Член Центральної Ревізійної Комісії КПРС у 1961—1966 роках. Член Бюро ЦК КПРС із промисловості і будівництва в 1962—1964 роках.

## Життєпис
Народився в селянській родині. З 1927 року працював секретарем Пустотінської сільської ради Рязького повіту.
У 1931 році закінчив Рязанський землевпорядний технікум.
У 1931—1932 роках — старший технік-землевпорядник Московського відділення Державного земельного тресту.
У 1932—1936 роках — технік, інспектор Краснопресненського районного житлового управління міста Москви.
У 1938 році закінчив Московський інженерно-будівельний інститут імені Куйбишева.
У 1938—1939 роках — головний інженер відділу капітального будівництва авіаційного заводу № 230 Народного комісаріату авіаційної промисловості СРСР у Москві.
У 1939—1940 роках — уповноважений з проєктування нових заводів 10-го Головного управління Народного комісаріату авіаційної промисловості СРСР.
Член ВКП(б) з 1940 року.
У 1940—1942 роках — інженер-конструктор, керівник будівельної групи Державного Союзного проєктного інституту Народного комісаріату авіаційної промисловості СРСР.
У 1942—1946 роках — начальник відділу капітального будівництва заводу Народного комісаріату авіаційної промисловості СРСР у Москві.
У 1946—1949 роках — секретар партійного комітету заводу «Точвимірювач» у місті Москві.
У 1949—1950 роках — завідувач відділу районного комітету ВКП(б) міста Москви.
У 1950—1952 роках — заступник завідувача, в 1952—1955 роках — завідувач відділу будівництва і будівельних матеріалів Московського міського комітету КПРС.
У 1955—1956 роках — заступник завідувача, в 1956—1962 роках — 1-й заступник завідувача відділу будівництва ЦК КПРС.
У 1962 — липні 1964 року — завідувач відділу будівництва ЦК КПРС.
У 1964—1973 роках — радник Посольства СРСР в Алжирі з економічних питань.
У 1973—1979 роках — радник Посольства СРСР у Румунії з економічних питань.
Делегат XXII з'їзду КПРС (1961). Тричі обирався членом Краснопресненського районного комітету ВКП (б) Москви (в 1946, 1948, 1950 роках), двічі — кандидат у члени Московського міського комітету ВКП(б) (у 1951, 1952 роках). Член Московського міського комітету КПРС (1956). Двічі обирався депутатом Московської міської ради депутатів трудящих (у 1953, 1955 роках).
Помер 29 грудня 1979 року після важкої хвороби в місті Москві.

## Нагороди
- два ордени Трудового Червоного Прапора (1957, 1971)
- орден Дружби народів (1977)
- орден Червоної Зірки (1957)
- медалі